# Blackpink: Light Up the Sky
Blackpink: Light Up the Sky (coreano: 세상을 밝혀라; RR: Sesang-eul Balkyeora, estilizado como BLACKPINK: Light Up the Sky) é um documentário de 2020 dirigido por Caroline Suh que conta a história do grupo feminino sul-coreano Blackpink, tanto como banda quanto individualmente, mostrando sua trajetória até a fama. A produção acompanha o grupo desde o início da carreira até os palcos de maior sucesso. Foi lançado no dia 14 de outubro de 2020 na Netflix, sendo o primeiro documentário sobre K-pop na plataforma. Sua estreia ocorreu apenas duas semanas após o lançamento do primeiro álbum de estúdio do grupo, The Album, e foi descrito como "um documentário cativante que destaca a individualidade de cada integrante".

## Premissa
O documentário oferece um acesso completo aos quatro anos desde a estreia debut do Blackpink em 2016, com imagens e vídeos dos dias de treinamento, momentos do dia a dia, bastidores e entrevistas com as integrantes. A produção acompanha os desafios de ser uma estrela do K-pop, o processo de gravação do álbum de debut The Album e um acompanhamento da banda, mostrando os altos e baixos de ser um ídolo de um grupo de K-pop, além da preparação para a estreia solo de Rosé, culminando com a apresentação histórica do grupo no Coachella em 2019.

## Elenco
- Jennie Kim, mais conhecida como Jennie
- Lalisa Manoban, mais conhecida como Lisa
- Roseanne Park, mais conhecida como Rosé
- Kim Ji-soo, mais conhecida como Jisoo
- Park Hong-jun, mais conhecido como Teddy Park, produtor musical.[12]
- Joe Rhee, mais conhecido como Vince, produtor musical.[12]

## Produção

### Desenvolvimento
O documentário foi dirigido por Caroline Suh, cineasta indicada ao Emmy pela série documental da Netflix Salt Fat Acid Heat, produzido por Cara Mones e com produção executiva da RadicalMedia, representada por Jon Kamen, David Sirulnick e Zara Duffy. O projeto foi apresentado a Caroline Suh pela própria Netflix, que já vinha trabalhando com o Blackpink no desenvolvimento de seu primeiro projeto de K-pop. As filmagens do documentário aconteceram em dois períodos de tempo, com o primeiro no outono de 2019 e o segundo em fevereiro de 2020, pouco antes da pandemia de COVID-19 se tornar uma crise global. As imagens de arquivo dos dias de treinamento do Blackpink foram fornecidas pela agência do grupo, a YG Entertainment. Ao falar sobre o documentário, Suh afirmou que esperava "humanizar todas as integrantes do Blackpink e que as pessoas consigam enxergá-las como seres humanos tridimensionais, e não apenas como ídolos ou ícones".
Durante a coletiva de imprensa global do filme, a integrante Rosé revelou que o título Light Up the Sky surgiu durante as filmagens, enquanto elas estavam no estúdio, e que ele é parte da letra da música do grupo "How You Like That".

## Divulgação
No dia 8 de setembro de 2020, a Netflix e o Blackpink anunciaram a estreia de Blackpink: Light Up the Sky em suas contas nas redes sociais. Em 23 de setembro de 2020, a Netflix lançou uma prévia do documentário como parte da divulgação de seus próximos lançamentos na plataforma. O trailer oficial foi lançado em 5 de outubro no canal da Netflix no YouTube e em outras redes sociais da plataforma.
No dia 5 de outubro, o canal oficial da Netflix Film Club no YouTube divulgou um vídeo de reação das integrantes do Blackpink assistindo ao trailer do documentário e convidando o público para assisti-lo no dia da estreia. Também foi publicado um vídeo-resumo sobre o grupo, explicando os motivos pelos quais as pessoas deveriam assistir ao documentário.
Antes do lançamento do longa, o Blackpink realizou uma coletiva de imprensa global em Seul, com a participação da diretora Caroline Suh, que se juntou ao evento por videoconferência direto de Nova York, no dia 13 de outubro. A transmissão do evento foi feita ao vivo, devido às preocupações com a pandemia de COVID-19. Com o lançamento do longa em 14 de outubro, ícones de perfil com as quatro integrantes do Blackpink foram disponibilizados na Netflix.
Uma semana após o lançamento, a Netflix divulgou seis cenas deletadas do documentário em sua conta oficial no Twitter.

## Recepção

### Audiência
O longa ficou em primeiro lugar na Netflix em 28 dos 78 países e regiões em que foi lançado. De acordo com a Netflix, foi o documentário mais assistido em toda a Ásia, especificamente na Indonésia, Malásia, Singapura, Coreia do Sul, Hong Kong e Tailândia.

### Resposta da crítica
No site agregador de críticas Rotten Tomatoes, o filme possui uma aprovação de 88%, com base em 16 avaliações, e uma classificação média de 6,9/10. No Metacritic, o documentário tem uma média ponderada de 66 baseado em 5 críticas, indicando "críticas geralmente favoráveis".
Natalie Winkelman, do The New York Times, chamou o documentário de "encantador, destacando a individualidade de cada integrante", pois "traça um paralelo entre as vidas difíceis que o Blackpink levava como trainees e a pressão e solidão que enfrentam hoje como celebridades globais". No entanto, ela criticou o fato de a produção evitar "se aprofundar na forma como a YG molda e comercializa talentos tão jovens". Kate Halliwell, do The Ringer, elogiou a diretora do longa, dizendo que Suh "rompe com os estereótipos mais fortes do K-pop para revelar a verdade não só sobre o grupo, mas também sobre as quatro mulheres únicas que o compõem". Kate Erbland, do IndieWire, deu nota "B" ao documentário, classificando-o como "brilhante e divertido" e destacando que, apesar de trazer uma "introdução íntima" ao Blackpink e "reflexões mais profundas sobre o preço da fama", o longa pouco se aprofunda no outro lado da indústria do K-pop, faltando uma "análise mais detalhada da experiência como trainee".

## Reconhecimento

### Listagens
| Publicação | Lista                                                                           | Ranking  | Ref.   |
| ---------- | ------------------------------------------------------------------------------- | -------- | ------ |
| Newsweek   | 18 Music and Concert Documentaries to Watch on Netflix Until Live Music Returns | Incluído | [ 31 ] |
| Netflix    | Most Viewed Documentary Across Asia                                             | 1.º      | [ 32 ] |
| Seventeen  | Best Movies of 2020                                                             | 3.º      | [ 33 ] |
| Teen Vogue | The Best K-Pop Moments of 2020                                                  | Incluído | [ 34 ] |

### Prêmios e indicações
| Ano  | Prêmio               | Categoria                          | Resultado | Ref.   |
| ---- | -------------------- | ---------------------------------- | --------- | ------ |
| 2020 | MusicDaily Awards    | Melhor Documentário                | Venceu    | [ 35 ] |
| 2020 | United By Pop Awards | Melhor Documentário Musical do Ano | Indicado  | [ 36 ] |
| 2021 | SEC Awards           | Melhor Documentário                | Venceu    | [ 37 ] |